# Нью-Гайд-Парк (Нью-Йорк)
Нью-Гайд-Парк (англ. New Hyde Park) — селище (англ. village) в США, в окрузі Нассау штату Нью-Йорк. Населення — 10 257 осіб (2020).

## Географія
Нью-Гайд-Парк розташований за координатами 40°43′57″ пн. ш. 73°41′9″ зх. д. / 40.73250° пн. ш. 73.68583° зх. д. (40.732390, -73.685744).  За даними Бюро перепису населення США в 2010 році селище мало площу 2,23 км², уся площа — суходіл.

## Демографія
Згідно з переписом 2010 року, у селищі мешкало 9712 осіб у 3271 домогосподарстві у складі 2544 родин. Густота населення становила 4362 особи/км².  Було 3371 помешкання (1514/км²).
Расовий склад населення:
| - 65,9 % — білих - 26,0 % — азіатів - 1,3 % — чорних або афроамериканців - 0,3 % — корінних американців - 3,9 % — осіб інших рас |

До двох чи більше рас належало 2,5 %. Частка іспаномовних становила 12,2 % від усіх жителів.
За віковим діапазоном населення розподілялося таким чином: 21,5 % — особи молодші 18 років, 62,3 % — особи у віці 18—64 років, 16,2 % — особи у віці 65 років та старші. Медіана віку мешканця становила 42,3 року. На 100 осіб жіночої статі у селищі припадало 94,0 чоловіків;  на 100 жінок у віці від 18 років та старших — 92,2 чоловіків також старших 18 років.
Середній дохід на одне домашнє господарство  становив 112 589 доларів США (медіана — 103 811), а середній дохід на одну сім'ю — 122 994 долари (медіана — 118 125). Медіана доходів становила 66 856 доларів для чоловіків та 62 578 доларів для жінок. За межею бідності перебувало 3,7 % осіб, у тому числі 2,2 % дітей у віці до 18 років та 4,6 % осіб у віці 65 років та старших.
Цивільне працевлаштоване населення становило 4809 осіб. Основні галузі зайнятості: освіта, охорона здоров'я та соціальна допомога — 31,4 %, науковці, спеціалісти, менеджери — 11,7 %, фінанси, страхування та нерухомість — 9,4 %, будівництво — 8,5 %.